# 大新駅 (咸鏡南道)
大新駅（テシンえき、朝鮮語: 대신역）は、朝鮮民主主義人民共和国咸鏡南道端川市にある駅で、クムゴル線に属する。 

## 隣の駅
クムゴル線
新徳駅 - 大新駅 - 大興駅